# Ozan Baris
Ozan Baris Colak (bis Mitte 2022 trat er als Ozan Colak an; * 31. März 2004 in Kalamazoo, Michigan) ist ein US-amerikanischer Tennisspieler.

## Karriere
Baris spielte bis Ende 2022 auf der ITF Junior Tour. Sein bestes Ergebnis bei Grand-Slam-Turnieren war im Einzel das Erreichen des Viertelfinals bei den Australian Open 2022. Bei seinem letzten Turnier als Junior, den US Open gewann er mit Nishesh Basavareddy den Titel der Doppelkonkurrenz. Sie gaben nur einen Satz im Turnierverlauf ab. In der Jugend-Rangliste erreichte er mit Rang 12 seine höchste Notierung. 
Bei den Profis spielte Baris 2019 sein erstes Turnier, aber erst 2021 spielte er mehrere Turniere auf der ITF Future Tour. Er konnte im Doppel sein erstes Endspiel erreichen, während er im Einzel einmal im Viertelfinale stand. Mitte 2022 begann er ein Studium an der Michigan State University, wo er auch College Tennis spielt. In der Tennisweltrangliste ist er im Einzel und Doppel jeweils außerhalb der Top 1000 notiert. Schwerpunkt des Studiums ist communications.